# C20H20N2O
化学式C20H20N2O（摩尔质量：304.39 g/mol）可以指：
- GRL-0617，CAS号：1093070-16-6
- 4-乙基-2,6-双(吡啶-3-基亚甲基)环己酮，CAS号：1162656-22-5
- MCB-613 PubChem CID：2175947
- N,N',2-三苯基乙烯-1,1-二胺一水合物，CAS号：860734-99-2
- 4-叔丁基-N-(8-喹啉基)苯甲酰胺，CAS号：912896-78-7
- 舒罗吖啶，CAS号：104675-35-6

|  | 这个同类索引页列出了具有相同分子式的化学物（即同分異構體）条目。 除非您是有意链接至本页，否则应将相应条目的内部链接指向正确的条目。 |